# Chambre des délégués de Virginie
Pour les autres articles nationaux ou selon les autres juridictions, voir Chambre des délégués.
162e Assemblée générale de Virginie
Capitole de l'État de Virginie
La Chambre des délégués de Virginie (en anglais : Virginia House of Delegates) est la chambre basse de l'Assemblée générale de l'État américain de Virginie.

## Historique
De 1999 à 2019, les républicains contrôlent la Chambre basse. De janvier 2020 à janvier 2022, les démocrates détiennent la majorité à la Chambre des délégués, ainsi qu'au Sénat. Les républicains reprennent le contrôle de la Chambre des délégués à la suite des élections législatives de 2021.

## Système électoral
La Chambre des délégués de Virginie est composée de 100 sièges pourvus pour deux ans au scrutin uninominal majoritaire à un tour dans autant de circonscriptions.
Contrairement à la plupart des autres États, ces élections ont lieu au cours des années impaires.

## Historique des législatures
| Années    | Démocrates | Républicains | Indépendants |
| --------- | ---------- | ------------ | ------------ |
| 1900-1904 | 93         | 7            | 0            |
| 1904-1912 | 86         | 14           | 0            |
| 1912-1914 | 90         | 10           | 0            |
| 1914-1916 | 92         | 8            | 0            |
| 1916-1922 | 88         | 12           | 0            |
| 1922-1924 | 95         | 5            | 0            |
| 1924-1926 | 97         | 3            | 0            |
| 1926-1928 | 95         | 5            | 0            |
| 1928-1930 | 93         | 7            | 0            |
| 1930-1934 | 95         | 5            | 0            |
| 1934-1940 | 93         | 7            | 0            |
| 1940-1944 | 97         | 3            | 0            |
| 1944-1946 | 94         | 6            | 0            |
| 1946-1950 | 93         | 7            | 0            |
| 1950-1960 | 94         | 6            | 0            |
| 1960-1962 | 96         | 4            | 0            |
| 1962-1964 | 94         | 5            | 1            |
| 1964-1966 | 89         | 11           | 0            |
| 1966-1968 | 87         | 12           | 1            |
| 1968-1970 | 86         | 14           | 0            |
| 1970-1972 | 75         | 24           | 1            |
| 1972-1974 | 73         | 24           | 3            |
| 1974-1976 | 65         | 20           | 15           |
| 1976-1978 | 78         | 17           | 5            |
| 1978-1980 | 76         | 21           | 3            |
| 1980-1982 | 74         | 25           | 1            |
| 1982-1984 | 66         | 32           | 2            |
| 1984-1986 | 65         | 34           | 1            |
| 1986-1988 | 65         | 33           | 2            |
| 1988-1990 | 64         | 35           | 1            |
| 1990-1992 | 59         | 40           | 1            |
| 1992-1994 | 58         | 41           | 1            |
| 1994-1996 | 52         | 47           | 1            |
| 1996-1998 | 52         | 47           | 1            |
| 1998-2000 | 50         | 49           | 1            |
| 2000-2002 | 47         | 52           | 1            |
| 2002-2004 | 34         | 64           | 2            |
| 2004-2006 | 37         | 61           | 2            |
| 2006-2008 | 40         | 57           | 3            |
| 2008-2010 | 44         | 54           | 2            |
| 2010-2012 | 39         | 59           | 2            |
| 2012-2014 | 32         | 66           | 2            |
| 2014-2016 | 32         | 67           | 1            |
| 2016-2018 | 34         | 66           | 0            |
| 2018-2020 | 49         | 51           | 0            |
| 2018-2020 | 55         | 45           | 0            |
| 2022-2024 | 48         | 52           | 0            |

## Présidence
La Chambre est présidée par le président (Speaker) élu parmi les membres de celle-ci. 
| Période         | Période          | Identité           | Étiquette   | Qualité |
| --------------- | ---------------- | ------------------ | ----------- | ------- |
| 8 janvier 2003  | 1er janvier 2018 | Bill Howell        | Républicain |         |
| 10 janvier 2018 | 8 janvier 2020   | Kirk Cox           | Républicain |         |
| 8 janvier 2020  | 8 janvier 2022   | Eileen Filler-Corn | Démocrate   |         |
| 8 janvier 2022  | En cours         | Todd Gilbert       | Républicain |         |